# Maximilian Alfred von Krieger
Maximilian Alfred von Krieger (* 11. November 1824 in Peukendorf (Schwarzburg-Sondershausen); † 4. August 1898 in Gotha) war königlich preußischer Generalleutnant und zuletzt Kommandeur der 7. Feld-Artilleriebrigade.

## Herkunft
Seine Eltern waren Christoph Leonhard von Krieger (* 17. Juli 1774; † 4. Juli 1854) und dessen Ehefrau Friederike Karoline von Selchow (* 16. Juni 1787; † 26. Oktober 1854). Sein Vater war Geheimer Kammerrat und Herr auf Peukendorf und Schernberg.

## Leben
Er erhielt seine Schulbildung auf dem Gymnasium in Erfurt. Nach seinem Abschluss ging er am 1. Oktober 1842 als Kanonier in die 4. Artilleriebrigade. Von dort war er von 1. Oktober 1843 bis zum 30. Juli 1847 an die Vereinigte Artillerie- und Ingenieurschule abkommandiert. In dieser Zeit wurde er am 1. Juni 1844 zum Portepeefähnrich befördert, am 28. Oktober 1848 in die Garde-Artillerie-Brigade versetzt und am 2. September 1845 mit Patent zum 18. August 1844 als Seconde-Lieutenant aggregiert. Am 12. Oktober 1846 wurde er zum Artillerieoffizier ernannt. Im Jahr 1848 kämpfte er bei der Märzrevolution in den Straßenkämpfen in Berlin. Im Jahr darauf wurde er am 6. Februar 1849 in die Garde-Artilleriebrigade einrangiert.
Am 14. Dezember 1854 wurde er zum Premier-Lieutenant und am 31. Mai 1859 zum Hauptmann befördert. Während der Mobilmachung von 1859 war er als Kommandeur der Munitionskolonne der 4. Garde-Artilleriebrigade ernannt. Für sein Wirken dort erhielt er am 3. Oktober 1859 eine Belobigung, am 10. Mai 1861 wurde er dann als Batteriechef in die Garde-Artilleriebrigade versetzt. Während des Deutschen Krieges von 1866 kämpfte er in der Schlacht bei Königgrätz und erhielt auch dafür eine Belobigung.
Nach dem Krieg stieg er am 17. Juni 1868 zum Major auf und wurde am 12. September 1868 zum Kommandeur der II. Abteilung des Garde-Artillerieregiments ernannt. Während des Deutsch-Französischen Krieges kämpfte er in den Schlachten bei Gravelotte, Beaumont und Sedan. Ferner war er bei der Belagerung von Paris sowie der Beschießung von Montmedy und Le Bourget dabei. Dafür erhielt er am 4. September 1870 das Eiserne Kreuz 2. Klasse und am 20. September 1871 das Eiserne Kreuz 1. Klasse.
Nach dem Krieg wurde er mit der Führung des Feld-Artillerieregiment Nr. 14 beauftragt, am 2. September 1873 bekam er die Beförderung zum Oberstleutnant. Am 7. Mai 1874 wurde er dann mit der Führung des Feld-Artillerieregiment Nr. 10 beauftragt. Am 9. Juni 1874 wurde er als Kommandant bestätigt und dort am 22. März 1876 zum Oberst befördert. Dazu erhielt er am 22. September 1877 den Kronen-Orden 2. Klasse. Am 12. September 1878 kam er als Kommandeur in die 7. Feld-Artilleriebrigade. Er bekam am 13. September 1882 die Beförderung zum Generalmajor und am 20. September 1884 den Roten Adlerorden 2. Klasse mit Eichenlaub. Am 18. September 1886 wurde er mit dem Charakter als Generalleutnant und Pension zur Disposition gestellt. Er erhielt am 13. Dezember 1887 dann einen Abschied mit Pension bewilligt und starb am 4. August 1898 in Gotha.

## Familie
Krieger heiratete am 13. Oktober 1851 in Magdeburg Marie Sommer (* 27. Juni 1830; † 9. September 1917). Das Paar hatte mehrere Kinder:
- Oskar (1853–1855)
- Marie Anna Helene (* 10. Juli 1854) ⚭ 1881 Wolf von Bila (* 17. Februar 1850; † 21. Dezember 1916), Herr von Heinroda[1]
- Albert (1859–1860)
- Max (1861–1863)
- Werner (1863–1879)